# Бонини, Северо
Северо Бонини (итал. Severo Bonini; 23 декабря 1582, Флоренция — 5 декабря 1663, там же) — итальянский монах, композитор, органист, музыковед

, поэт, музыкальный писатель
, теоретик музыки.

## Биография
Настоящее имя может быть Якопо или Лука, Северо — монашеское имя. Учился в тосканском монастыре Валломброза, где в декабре 1595 года вступил в орден бенедиктинцев.
С 1598 году изучал гуманитарные и богословские науки в университете.
В 1601 году покинул монастырь, чтобы завершить учёбу. Продолжил обучение пению, полифонии и игре на органе. Ученик Джулио Каччини.
В 1605 году отправился в монастырь Санта-Тринита во Флоренции, в 1607 году — в аббатство Риполе, в 1608 году — в аббатство Сан-Панкрацио, в 1609 году снова в Санта-Тринита во Флоренции.
В 1611 году стал органистом Санта-Тринита во Флоренции.
В 1613 году был органистом церкви Сан-Меркуриале в Форли. Благодаря покровительству аббата Иларио Мортани пел свои произведения перед аристократами и священнослужителями Романьи.
В 1615 году — камерленго в аббатстве Сан-Мишель-ин-Форколе-де-Пистоха, в 1619 году — в Сан-Меркуриале в Форли.
С 1623 по 1637 год служил пастором Сан-Марлино-ин-Страда недалеко от Форли, в 1638 году снова был в Сан-Меркуриале-де-Форли.
В 1640 году Бонини был назначен органистом и хормейстером церкви Санта-Тринита во Флоренции. В 1642 году занимал должность капельмейстера церкви Санта-Тринита во Флоренции.

## Избранные музыкальные произведения
- 1607: Мадригалы и спиритуальная музыка для соло и инструментов.
- 1608: Il primo libro delle canzonette affettuose in stile moderno для 4 голосов, утеряно.
- 1609: opus 23, Il primo libro de motetti для 3-х голосов и органа.
- 1609: Il secondo libro de madrigali e motetti для 1-2 голосов, клавесина, китаррона, органа.
- 1613: Lamento d’Arianna in stile recitativo для 1-2 голосов.
- 1615: opus 7, Affetti Spirituali для 2-х голосов.
- 1615: opus 8, Serena celeste, motetti, для 1-3 голосов.